# Patrick Spencer
Patrick Spencer (data de nascimento desconhecido) é um ex-ciclista olímpico antiguano. Spencer representou sua nação nos Jogos Olímpicos de Verão de 1976, em Montreal, na prova de velocidade.